# 诺卡
诺卡（Nokha），是印度比哈尔邦Rohtas县的一个城镇。总人口22338（2001年）。

## 人口
该地2001年总人口22338人，其中男性11624人，女性10714人；0—6岁人口4107人，其中男2078人，女2029人；识字率53.44%，其中男性为63.69%，女性为42.33%。